# Orthoperus glaber
Orthoperus glaber är en skalbaggsart som först beskrevs av Leconte 1852.  Orthoperus glaber ingår i släktet Orthoperus och familjen punktbaggar. Inga underarter finns listade i Catalogue of Life.